# Finlayson Point Provincial Park
Finlayson Point Provincial Park är en park i Kanada.   Den ligger i provinsen Ontario, i den sydöstra delen av landet, 400 km nordväst om huvudstaden Ottawa. Finlayson Point Provincial Park ligger 297 meter över havet. Den ligger vid sjön Caribou Lake.
Terrängen runt Finlayson Point Provincial Park är huvudsakligen platt. Finlayson Point Provincial Park ligger nere i en dal. Trakten runt Finlayson Point Provincial Park är nära nog obefolkad, med mindre än två invånare per kvadratkilometer.. Närmaste större samhälle är Temagami, 2,2 km nordost om Finlayson Point Provincial Park. 
I omgivningarna runt Finlayson Point Provincial Park växer i huvudsak blandskog.